# Jacksoniana
Jacksoniana este un gen de molii din familia Lymantriinae.